# Presidenti della Repubblica Serba di Bosnia ed Erzegovina
Il presidente della Repubblica Serba di Bosnia ed Erzegovina (in serbo Предсједник Републике Српске) è la più alta autorità dell'entità e rappresenta tutte le istituzioni oltre a essere il garante dell'unità e della costituzionalità della Repubblica Serba di Bosnia ed Erzegovina.
Il presidente viene eletto ogni quattro anni da tutti i cittadini della Bosnia ed Erzegovina residenti nell'entità aventi diritto al voto. Egli propone all'Assemblea nazionale della Repubblica Serba di Bosnia ed Erzegovina il candidato premier.
Di seguito la lista dei presidenti della Repubblica Serba di Bosnia ed Erzegovina dall'anno della sua costituzione, nel 1992.

## Presidenti
| Nominativo       | Nominativo       | Nominativo                | Partito | Mandato          | Mandato           | Elezione |
| Nominativo       | Nominativo       | Nominativo                | Partito | Inizio           | Fine              | Elezione |
| ---------------- | ---------------- | ------------------------- | --- | ---------------- | ----------------- | -------- |
|                  |                  | Radovan Karadžić          | Partito Democratico Serbo                                                                                        | 7 aprile 1992    | 19 luglio 1996    | –        |
|                  |                  | Biljana Plavšić           | Partito Democratico Serbo (fino al luglio 1997) Alleanza Nazionale Serba della Repubblica Serba (da luglio 1997) | 19 luglio 1996   | 4 novembre 1998   | 1996     |
|                  |                  | Nikola Poplašen           | Partito Radicale Serbo della Republika Srpska                                                                    | 4 novembre 1998  | 2 settembre 1999  | 1998     |
|                  |                  | Petar Đokić Ad interim    | Partito Socialista                                                                                               | 2 settembre 1999 | 26 gennaio 2000   | 1998     |
|                  |                  | Mirko Šarović             | Partito Democratico Serbo                                                                                        | 26 gennaio 2000  | 16 dicembre 2000  | 1998     |
| 16 dicembre 2000 | 28 novembre 2002 | Mirko Šarović             | Partito Democratico Serbo                                                                                        | 2000             |                   |          |
|                  |                  | Dragan Čavić              | Partito Democratico Serbo                                                                                        | 28 novembre 2002 | 9 novembre 2006   | 2002     |
|                  |                  | Milan Jelić               | Alleanza dei Socialdemocratici Indipendenti                                                                      | 9 novembre 2006  | 30 settembre 2007 | 2006     |
|                  |                  | Igor Radojičić Ad interim | Alleanza dei Socialdemocratici Indipendenti                                                                      | 1º ottobre 2007  | 28 dicembre 2007  | 2006     |
|                  |                  | Rajko Kuzmanović          | Alleanza dei Socialdemocratici Indipendenti                                                                      | 28 dicembre 2007 | 15 novembre 2010  | 2007     |
|                  |                  | Milorad Dodik             | Alleanza dei Socialdemocratici Indipendenti                                                                      | 15 novembre 2010 | 2014              | 2010     |
| 2014             | 19 novembre 2018 | Milorad Dodik             | Alleanza dei Socialdemocratici Indipendenti                                                                      | 2014             |                   |          |
|                  |                  | Željka Cvijanović         | Alleanza dei Socialdemocratici Indipendenti                                                                      | 19 novembre 2018 | 15 novembre 2022  | 2018     |
|                  |                  | Milorad Dodik             | Alleanza dei Socialdemocratici Indipendenti                                                                      | 15 novembre 2022 | in carica         | 2022     |